# Éneklőhéjaformák
Az éneklőhéjaformák (Melieraxinae) a madarak osztályának vágómadár-alakúak (Accipitriformes) rendjébe és a vágómadárfélék (Accipitridae) családjába tartozó alcsalád.
Ezen kis méretű alcsalád korábban a héjaformák (Accipitrinae) alcsaládjába tartozott, de a  vágómadárfélék egészét átvizsgáló genetikai alapú vizsgálat (mely teljesen átformálta az alcsaládrendszert) kiderítette, hogy azoktól különböznek eléggé ahhoz, hogy különálló alcsaládot alkothassanak.
1 nem és 4 faj tartozik a családba.

## Rendszerezés
A családhoz az alábbi nem és fajok tartoznak:
- Melierax  (Gray, 1840) – 4 faj
  - fakó énekeshéja (Melierax canorus)
  - keleti éneklőhéja (Melierax poliopterus)
  - kis éneklőhéja (Melierax gabar)  más néven  (Micronisus gabar)
  - piroslábú éneklőhéja (Melierax metabates)